# Луистон (Њујорк)
Луистон (енгл. Lewiston) град је у америчкој савезној држави Њујорк.

## Демографија
По попису из 2010. године број становника је 2.701, што је 80 (-2,9%) становника мање него 2000. године.
| Група             | 2000.         | 2010.         |
| Белци             | 2.727 (98,1%) | 2.563 (94,9%) |
| Афроамериканци    | 3 (0,1%)      | 37 (1,4%)     |
| Азијати           | 10 (0,4%)     | 29 (1,1%)     |
| Хиспаноамериканци | 16 (0,6%)     | 38 (1,4%)     |
| Укупно            | 2.781         | 2.701         |